# U 86 (U-Boot, 1916)
U 86  war ein diesel-elektrisches U-Boot der deutschen Kaiserlichen Marine, das im Ersten Weltkrieg zum Einsatz kam. Bekanntheit erlangt das U-Boot durch die kriegsrechtswidrige Versenkung des Hospitalschiffs Llandovery Castle.

## Einsätze
U 86 lief am 7. November 1916 bei der Germaniawerft in Kiel vom Stapel und wurde am 30. November 1916 in Dienst gestellt. Ab Februar 1917 war das Boot der IV. U-Boot-Flottille in Emden und Borkum zugeordnet. Die Kommandanten des U-Bootes waren Kapitänleutnant Friedrich Crüsemann (30. November 1916 bis 22. Juni 1917), Kapitänleutnant Alfred Götze (23. Juni 1917 bis 25. Januar 1918) und Oberleutnant zur See Helmut Patzig (26. Januar 1918 bis 11. November 1918).  	
U 86 führte während des Ersten Weltkriegs zehn Unternehmungen im östlichen Nordatlantik um die britischen Inseln durch. Dabei wurden 32 Handelsschiffe mit einer Gesamttonnage von 119.411 Bruttoregistertonnen (BRT) versenkt. Darunter befanden sich neben Schiffen der Entente-Mächte auch Schiffe unter neutralen Flaggen. Am 15. Dezember 1917 wurde zudem südlich von Belle-Île ein französischer Marineschlepper durch Geschützfeuer beschädigt.

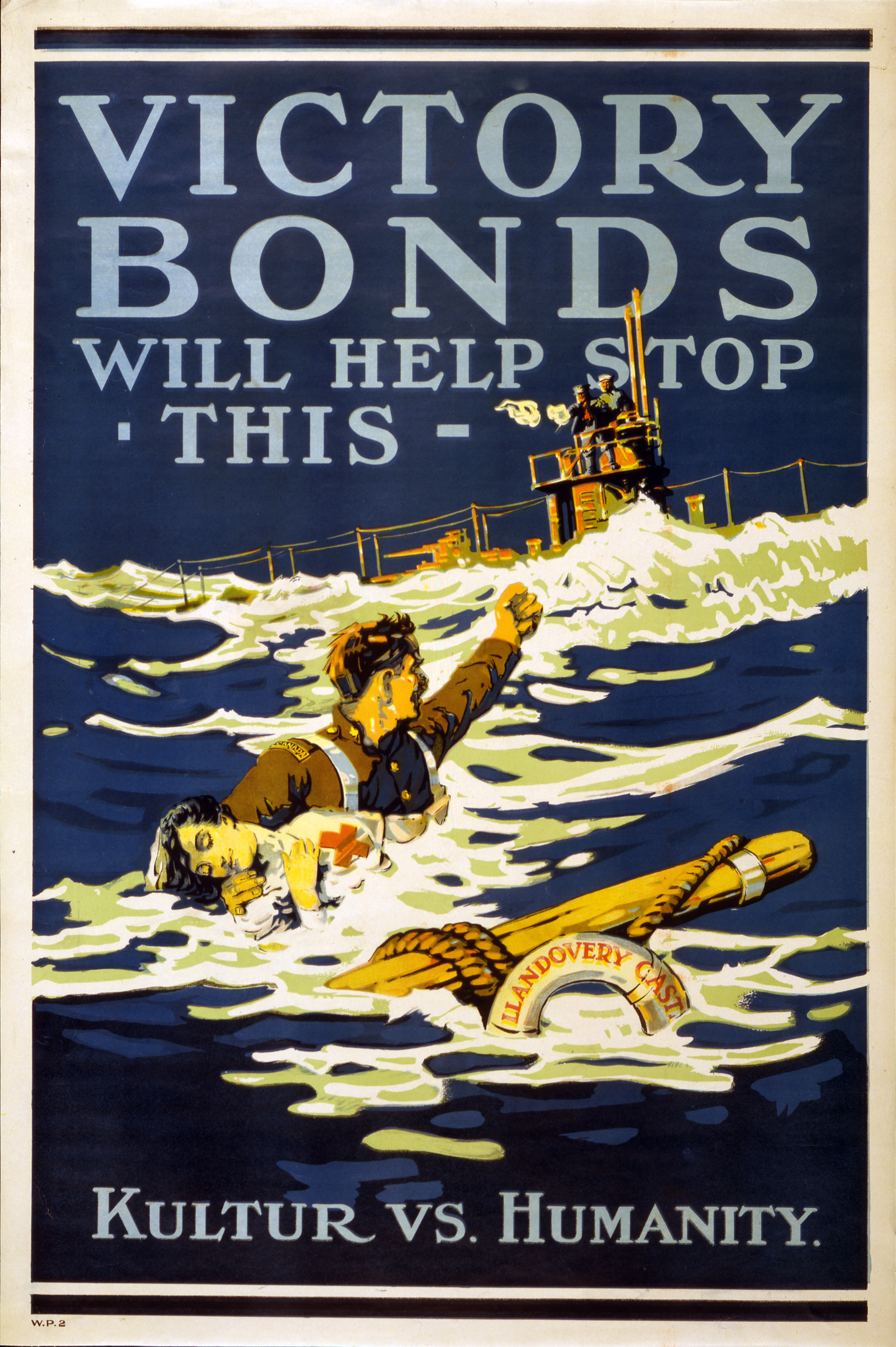
Stilisierte Darstellung von U 86 auf einem kanadischen Plakat

Am 27. Juni 1918 versenkte Patzig westlich von Fastnet die britische Llandovery Castle, die beleuchtet und als Lazarettschiff gekennzeichnet war.  Er ließ auf die Schiffbrüchigen schießen, um alle Zeugen des Vorfalls zu beseitigen. Nur 24 Menschen überlebten die Versenkung und die anschließende Beschießung. Obwohl es sich um eines der schwersten Kriegsverbrechen des Ersten Weltkriegs handelte, wurde Patzig nie verurteilt. Zwei Wachoffiziere von U 86, Dithmar und Boldt, wurden, da Patzig zwar angeklagt, aber flüchtig war, 1922 zu Gefängnisstrafen verurteilt, jedoch im Wiederaufnahmeverfahren 1928 freigesprochen.
Das größte von U 86 versenkte Schiff war die US-amerikanische Covington mit 16.339 BRT, die vormals als Passagierschiff Cincinnati für die Hamburg-Amerika Linie fuhr. Es wurde nur wenige Tage nach der Llandovery Castle am 1. Juli 1918 auf seiner Fahrt von Frankreich in die Vereinigten Staaten torpediert. Sechs Menschen kamen durch den Angriff ums Leben.

## Verbleib
Mit dem Ende des Ersten Weltkriegs wurde U 86 am 20. November 1918 an das Vereinigte Königreich ausgeliefert. Von September 1919 bis März 1920 stand das Boot als U-86 bei der britischen Marine in Dienst. 1921 sollte es verschrottet werden. U 86 sank jedoch auf der letzten Überführungsfahrt im Ärmelkanal.

## Sonstiges
U 86 wies, wie auch seine Schwesterboote, eine hohe Seetauglichkeit auf. Die Serie wurde zum Vorbild für den Typ IX und ausländische Entwürfe.